# Jenson Button
Jenson Alexander Lyons Button, MBE (* 19. Januar 1980 in Frome, Somerset, England) ist ein britischer Automobilrennfahrer.
Zwischen 2000 und 2017 startete er zu 306 Grand Prix der Formel 1 und errang 2009 als bislang zehnter Brite den Weltmeistertitel. Button beendete zum Ende der Saison 2016 seine aktive Fahrerkarriere in der Formel 1. 2018 und 2019 trat er in der japanischen Super GT Serie für das Team Kunimitsu an, wo er 2018 die Gesamtmeisterschaft gewann.

## Karriere

### Anfänge im Motorsport (1989–1999)
Button begann seine Motorsportkarriere im Alter von acht Jahren mit dem Kartsport, nachdem ihm sein Vater John Button ein Kart gekauft hatte. 1991 gewann er neben dem Titel alle 34 Rennen der British Cadet Kart Championship. Die British Open Kart Championship gewann Button insgesamt dreimal, bevor er 1997 zum jüngsten Sieger der Geschichte in der European Super A Championship wurde.
1998 wechselte Button in den Formelsport und startete für Haywood Racing in der britischen Formel Ford, die er mit sieben Siegen auf Anhieb gewann. Darüber hinaus wurde er Zweiter in der europäischen Formel Ford. Zudem entschied Button auch das Formel Ford Festival in Brands Hatch für sich, das eine der angesehensten Rennveranstaltungen für Nachwuchsfahrer in Großbritannien ist. Zudem wurde Button Ende 1998 mit dem McLaren Autosport BRDC Award ausgezeichnet.
1999 trat Button für Promatecme in der britischen Formel-3-Meisterschaft an. Bereits bei seinem Debütrennen startete er von der Pole-Position und erzielte als Zweiter eine Podest-Platzierung. Button gewann drei Rennen und beendete die Saison als bester Neueinsteiger auf dem dritten Gesamtrang. Teamintern setzte er sich mit 168 zu 45 Punkten gegen Aluizio Coelho durch. Darüber hinaus war Button bei internationalen Formel-3-Einzelveranstaltungen erfolgreich. Er wurde Fünfter beim Formel-3-Masters und jeweils Zweiter hinter Darren Manning beim Macau Grand Prix und beim Korea Super Prix. In Macau unterlag er Manning nur mit einem Rückstand von 0,035 Sekunden. Anschließend nahm er für McLaren an Formel-1-Testfahrten teil. Dies war seine Prämie für den Gewinn des McLaren Autosport BRDC Awards. Darüber hinaus testete er auch für Prost.

### Formel 1 (2000–2017)

#### Williams (2000)
Vor der Formel-1-Weltmeisterschaft 2000 veranstaltete das Formel-1-Team Williams ein Duell um das freie Cockpit, das nach der Trennung von Williams und Alessandro Zanardi vakant geworden war. Button trat gegen Bruno Junqueira, den amtierenden Meister der Formel 3000 an, setzte sich durch und erhielt das Cockpit. Button wurde damit zum bis dahin jüngsten britischen Formel-1-Fahrer. Sein Teamkollege war Ralf Schumacher. Bei seinem Debütrennen in Australien qualifizierte er sich für den zweitletzten Startplatz, machte im Rennen allerdings einige Positionen gut und fiel schließlich auf dem sechsten Platz liegend mit einem Motorschaden aus. Ein Rennen später in Brasilien wurde Button als Sechster gewertet und erzielte damit seinen ersten Punkt in der Formel 1. Er löste damit Ricardo Rodríguez als jüngsten Fahrer, der einen Weltmeisterschaftspunkt in der Formel 1 geholt hatte, ab.
Im weiteren Verlauf der Saison folgten fünf weitere Punkteplatzierungen. Sein bestes Ergebnis war ein vierter Platz beim Großen Preis von Deutschland. Am Saisonende belegte Button mit zwölf Punkten den achten Platz in der Fahrerweltmeisterschaft. Damit unterlag er Ralf Schumacher, der mit 24 Punkten Fünfter wurde.
Im August wurde bekannt, dass Williams 2001 mit Ralf Schumacher und Juan Pablo Montoya antreten würde. Button unterschrieb infolgedessen einen Zweijahresvertrag bei Benetton.

#### Benetton / Renault (2001–2002)

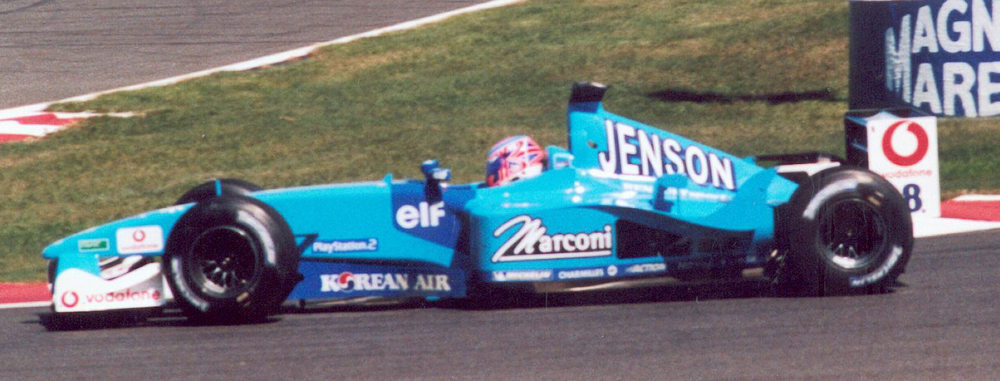
Button im Benetton B201 (2001)

Bei Benetton gelang es Button in seiner ersten Saison nur beim Großen Preis von Deutschland Punkte zu erzielen. Zudem wurde er von seinem erfahrenen Teamkollegen Giancarlo Fisichella geschlagen. Am Saisonende lag Button auf dem 17. Platz in der Weltmeisterschaft.
Nach der Übernahme Benettons durch den französischen Automobilkonzern Renault, trat Button 2002 für das Renault-Team an. Sein neuer Teamkollege wurde Jarno Trulli. Button kam bei sieben Rennen in die Punkteränge und zwei vierte Plätze waren seine besten Resultate. Er schloss die Saison auf dem siebten Platz in der Fahrerweltmeisterschaft ab. Gegen Trulli, der Achter wurde, setzte er sich intern mit 14 zu 9 Punkten durch.
Trotz seiner Leistungen gab Renault zur Mitte der Saison 2002 bekannt, dass Button zum Saisonende durch den Testfahrer Fernando Alonso ersetzt werden würde. Renault-Teamchef Flavio Briatore bezeichnete Button zu der Zeit als „lazy playboy“ („faulen Playboy“).

#### BAR / Honda / Brawn (2003–2009)

##### BAR (2003–2005)
2003
Im Juli 2002 gab Button bekannt, ab der Formel-1-Weltmeisterschaft 2003 für BAR zu fahren. Er erhielt einen Zweijahresvertrag mit einer Option für zwei weitere Saisons. Button bezeichnete BAR-Teamchef David Richards als entscheidenden Faktor für seine Entscheidung. Button erhielt das Cockpit von Olivier Panis und wurde Teamkollege des ehemaligen Weltmeisters Jacques Villeneuve. Button erzielte – im Gegensatz zu Villeneuve – regelmäßig Punkte. Villeneuve, der nur zweimal punktete, wurde bereits zum Saisonfinale durch den bisherigen Testfahrer Takuma Satō abgelöst. Zwei vierte Plätze waren Buttons beste Resultate in der Saison, die er mit 17 Punkten auf dem neunten Platz in der Fahrerwertung beendete.
2004

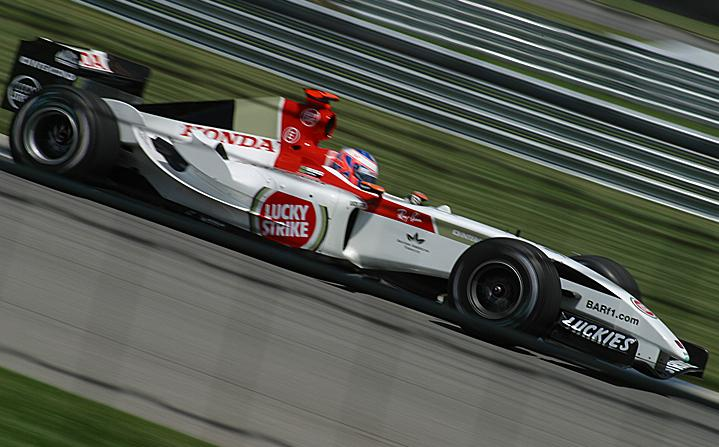
WM-Dritter 2004: Button im BAR 005 beim Großen Preis der USA

Die Saison 2004 wurde durch Ferrari, die 15 von 18 Rennen gewannen, dominiert. Button etablierte sich in der Saison als bester Fahrer hinter den Ferrari-Piloten Michael Schumacher und Rubens Barrichello. Nachdem Button in Malaysia als Dritter seine erste Podest-Platzierung erzielt hatte und in Bahrain erneut als Dritter ins Ziel gekommen war, erzielte er beim vierten Rennen, dem Großen Preis von San Marino, seine erste Pole-Position in der Formel 1 und mit einem zweiten Platz seine bis dahin beste Platzierung. Zwei Rennen später, beim prestigeträchtigen Großen Preis von Monaco gelang es Button, dieses Ergebnis zu wiederholen. Allerdings musste er sich diesmal nicht den Ferrari-Piloten, sondern seinem ehemaligen Teamkollegen Trulli, der weiterhin für Renault fuhr, geschlagen geben. Im weiteren Verlauf der Saison folgten zwei weitere zweite Plätze, jeweils hinter einem Ferrari, in Deutschland und China. In Deutschland musste Button infolge eines Motorwechsels vom 13. Startplatz aus starten, machte im Rennen einige Positionen gut und kam mit weniger als zehn Sekunden Rückstand auf Schumacher ins Ziel. Button beendete die Saison schließlich mit 85 Punkten auf dem dritten Platz. Intern setzte er sich damit deutlich gegen Satō, der in der Saison 34 Punkte erzielt hatte, durch.
Während der bis dahin für Button erfolgreichsten Formel-1-Saison, sorgte er mit Vertragsstreitereien für Schlagzeilen: Anfang August 2004 gab Williams bekannt, in der Saison 2005 mit Button und Mark Webber als Fahrerduo anzutreten. BAR hatte jedoch zuvor schon die Option auf Button für die Saison 2005 fristgerecht gezogen. Dieser Streitfall, der von den Medien in Anlehnung an die Watergate-Affäre Buttongate genannt wurde, ging vor das Contract Recognition Board, das Vertragsstreitigkeiten in der Formel 1 regelt. Dieses prüfte Buttons Vertrag und entschied am 20. Oktober 2004, dass er für 2005 einen gültigen Vertrag mit BAR habe.
2005
Button blieb 2005 somit bei BAR und bildete erneut mit Satō, der krankheitsbedingt einmalig durch Anthony Davidson vertreten wurde, das Fahrerduo. Vor der Saison kam es zu Umstrukturierungen im Team: Nick Fry wurde neuer Teamchef und Honda erwarb 45 % der Anteile des Rennstalls vom bisherigen Einzeleigner British American Tobacco. Nachdem Button die ersten drei Rennen nicht beendet hatte, kam er beim Großen Preis von San Marino als Dritter ins Ziel. Nach dem Rennen wurden allerdings beide BAR aus der Wertung genommen, da das Team einen illegalen Treibstofftank ins Auto gebaut hatte, der eine untergewichtige Fahrt ermöglichte. Das Team wurde daraufhin für die nächsten zwei Rennen gesperrt. Beim Großen Preis von Kanada erzielte Button zwar die Pole-Position, fiel im Rennen aber erneut aus. Im zehnten Rennen, dem Großen Preis von Frankreich fuhr Button als Vierter erstmals in die Punkteränge und beendete schließlich alle weiteren Rennen in den Punkterängen. Seine besten Platzierungen waren zwei dritte Plätze, Deutschland und Belgien. Button wurde schließlich mit 37 Punkten Gesamtneunter. Teamintern hatte er seinen Teamkollegen Satō, der einen Punkt geholt hatte, deutlich im Griff.
Während der Saison war Button erneut in Vertragsdiskussionen verwickelt, da er trotz bestehenden Vertrages mit Williams bei BAR bleiben wollte. Im Zuge des Streitfalls in der Saison 2004 wurde eine Option festgelegt, die besagte, dass Button nur dann auch 2006 bei BAR fahren müsse, wenn er an einem Stichtag mindestens 75 % der Punkte des Weltmeisterschaftsführenden hat. Dies war jedoch zu keinem Zeitpunkt der Saison 2005 der Fall und Williams verfügte somit über einen gültigen Vertrag mit Button. Button wollte jedoch nicht mehr zu Williams, die zur Saison 2006 die werksseitige Unterstützung durch BMW sowie ihren Hauptsponsor Hewlett-Packard verlieren sollten, wechseln und bei BAR bleiben. Nach Medienberichten zahlte Button eine Abfindung von 15 Millionen Euro, um aus seinem Vertrag mit Williams herauszukommen.

##### Honda (2006–2008)
2006

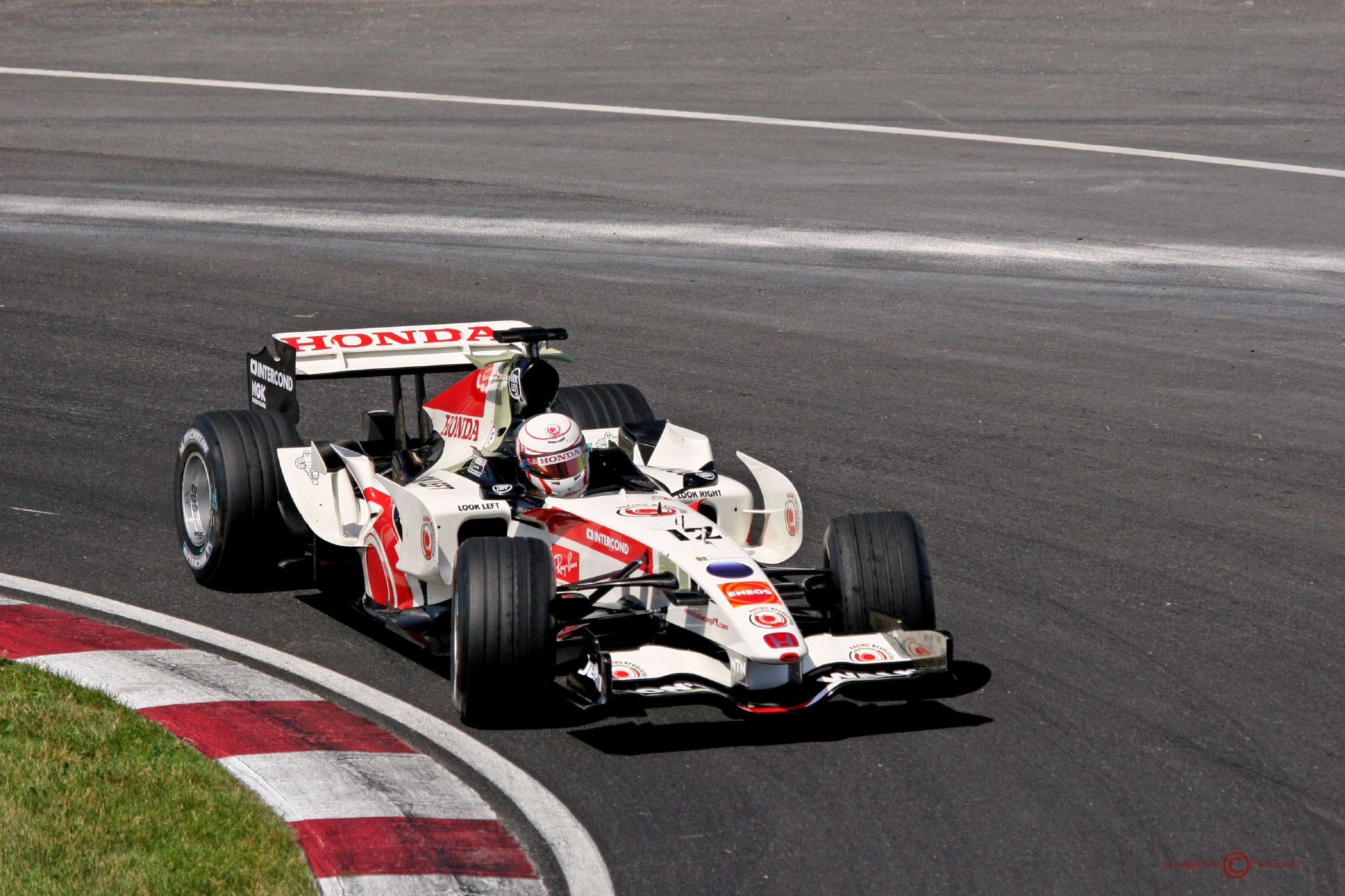
BAR-Nachfolger: Button im Honda RA106 beim Großen Preis von Kanada 2006

Zur Saison 2006 erwarb Honda die restlichen Anteile an BAR und nannte das Team in Honda um. Button blieb beim Rennstall und erhielt mit Rubens Barrichello, der 2002 und 2004 Vizeweltmeister geworden war, einen neuen Teamkollegen. Nach einem vierten Platz beim Saisonauftakt stand Button beim Großen Preis von Malaysia als Dritter auf dem Podest. Beim dritten Rennen in Australien startete Button von der Pole-Position und bog in der letzten Runde als Fünfter auf die Zielgerade ein, als sein Honda nur wenige Meter vor der Ziellinie mit Motorschaden stehen blieb. Er wurde schließlich mit einer Runde Rückstand noch als Zehnter gewertet, blieb aber ohne Punkte. In den nächsten Rennen gelang es ihm nur noch vereinzelt Punkte zu holen. Ab dem zwölften Rennen erzielte er aber wieder in jedem Grand Prix Punkte. Höhepunkt des Jahres war der Große Preis von Ungarn, bei dem Button seinen ersten Formel-1-Sieg einfuhr. Er war dabei lediglich von Startplatz 14 ins regnerische Rennen gegangen, nachdem er wegen eines Motorwechsels von der vierten Position um zehn Plätze zurückversetzt worden war. Am Saisonende lag Button eine Position vor Barrichello auf dem sechsten Weltmeisterschaftsrang. Mit 56 zu 30 Punkten setzte er sich gegen Barrichello durch.
2007

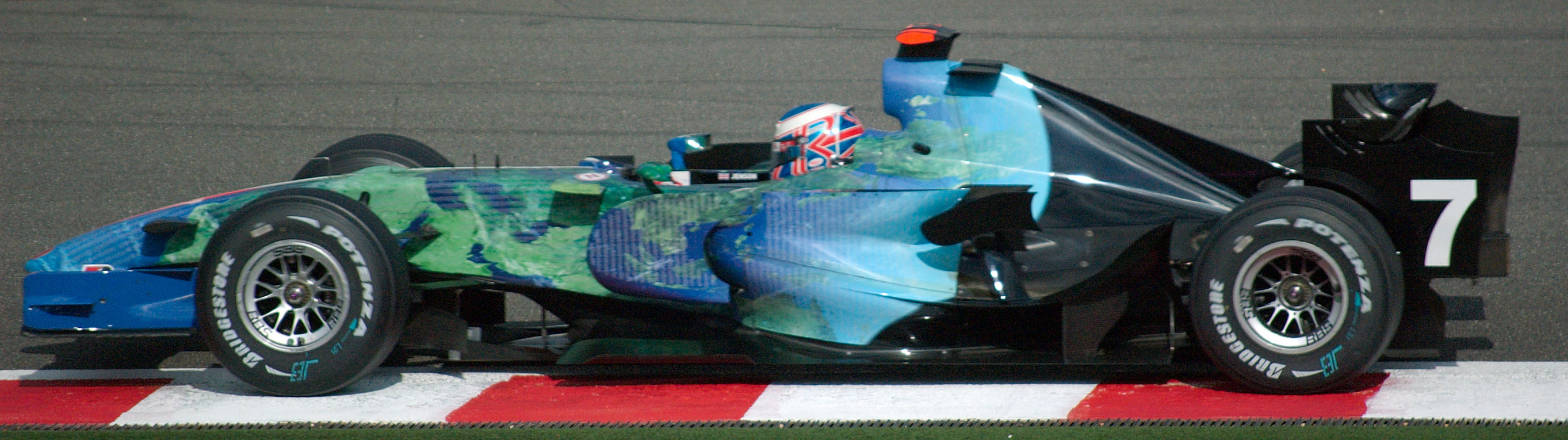
Button im Honda RA107 mit „Earthdreams“-Lackierung

In der Saison 2007 gelang es Honda nicht, an die Leistungen der Vorsaison anzuknüpfen. Das Auto war aerodynamisch unausgereift und schwer zu fahren. In der Anfangsphase der Saison war Honda hinter Super Aguri, das zweite Honda-Team mit Satō und Davidson als Piloten, zurückgefallen. Button gelang es schließlich aber noch bei drei Rennen Punkte einzufahren und Honda in der Konstrukteurswertung eine Platzierung vor Super Aguri zu ermöglichen. Seine beste Platzierung gelang ihm beim Regenrennen in China mit einem fünften Rang. Button lag am Saisonende auf dem 15. Gesamtrang. Sein Teamkollege Barrichello blieb ohne Punkte.
2008

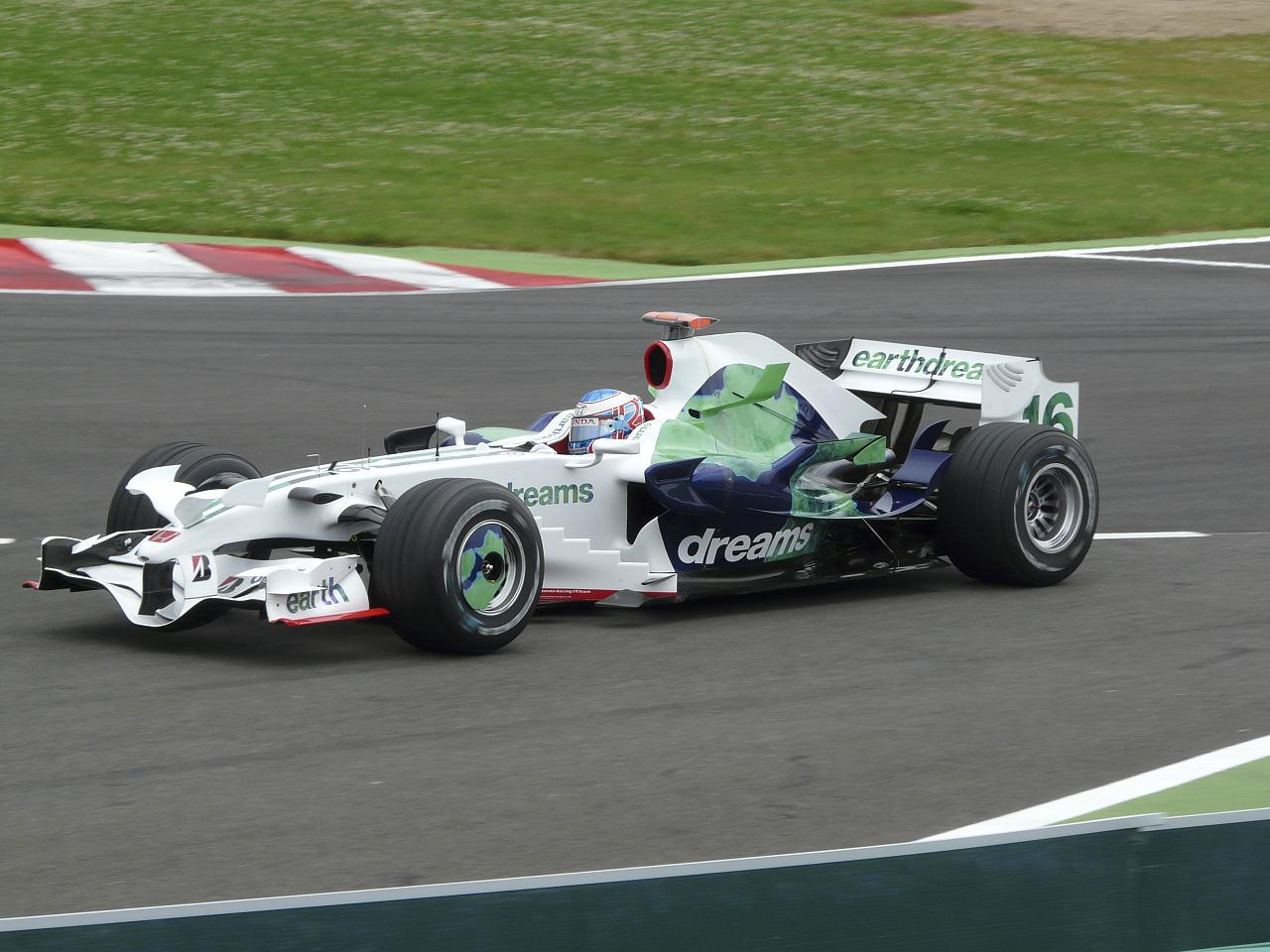
Button im Honda RA108 beim Großen Preis von Frankreich 2008

Während es bezüglich des Fahrerduos keine Veränderung in der Saison 2008 gab, stieß Ross Brawn, der ehemalige technische Direktor von Ferrari, als Teamchef zu Honda. Button gelang es 2008 nur bei einem Rennen, dem Großen Preis von Spanien als Sechster Punkte zu holen. Mit drei Punkten beendete er die Saison schließlich auf dem 18. Meisterschaftsplatz, während Barrichello mit einer Podest-Platzierung und elf Punkten 14. wurde.

##### Brawn (2009)
Honda, wo Button bis 2011 unter Vertrag stand, hatte sich frühzeitig auf die Entwicklung für die Saison 2009 konzentriert und galt als Vorreiter in der Entwicklung des KERS-Systems, das ab der kommenden Saison eingesetzt werden sollte. Der Honda-Konzern gab jedoch im Dezember 2008 überraschend den Rückzug seines Rennstalls aus der Formel 1 bekannt. Als Grund wurden sinkende Absatzzahlen und die weltweite Finanzkrise angegeben. Honda plante den Verkauf des Teams an einen solventen Interessenten, sodass es an der Weltmeisterschaft 2009 teilnehmen konnte. Im März 2009 wurde schließlich ein Management-Buyout unter Führung von Ross Brawn offiziell bestätigt. Auf den Honda-Motor und das von Honda entwickelte KERS hatte das Team jedoch keinen Zugriff mehr, sodass die Motoren schließlich von Mercedes geliefert wurden.

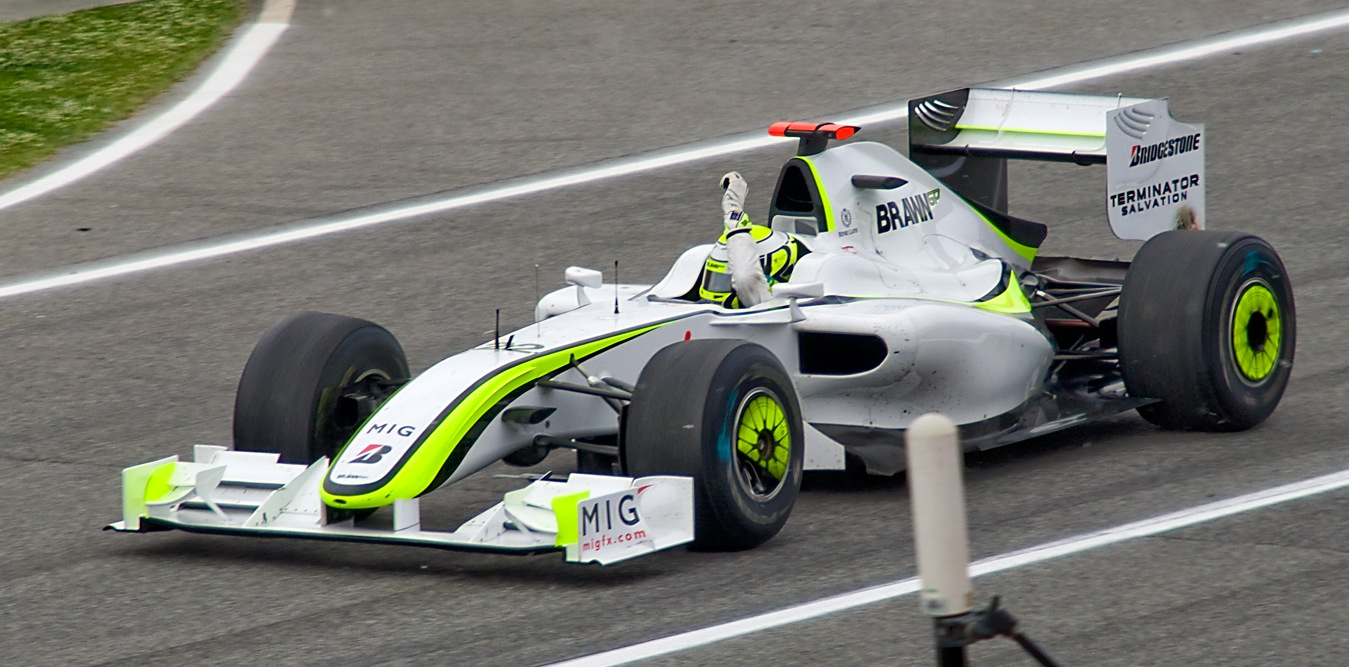
Dauersieger im neuen Team: Button im Brawn BGP 001 beim Großen Preis von Spanien 2009

Das Team wurde in Brawn GP umbenannt und neben Button blieb auch Barrichello im Team. Obwohl dem neuen Team nur wenig Zeit blieb, sich auf das erste Rennen vorzubereiten, erzielten die Brawn-Piloten bei den ersten Testfahrten mit dem Brawn BGP 001 genannten Boliden Bestzeiten.
Beim Auftaktrennen in Melbourne bestätigte Brawn seine Frühform. Button holte nach der Pole-Position in der Qualifikation den ersten Sieg für das Team, während Barrichello Zweiter wurde. Auch eine Woche später in Malaysia gewann Button vom ersten Startplatz aus das Rennen, das allerdings nach knapp zwei Dritteln der Distanz wegen starken Regens abgebrochen wurde. Weitere Siege folgten in Bahrain, Spanien und beim prestigeträchtigen Rennen in Monaco. Button gewann auch das siebte Rennen, den Großen Preis der Türkei. Er profitierte dabei von einem Fehler Sebastian Vettels, der dadurch seine Führung bereits in der ersten Runde an Button verlor. In den folgenden Grand Prix von Großbritannien und Deutschland, die bei kühler Witterung ausgetragen wurden, fuhr Brawn erstmals nicht um den Sieg mit und sammelte mit den Plätzen sechs und fünf lediglich sieben Punkte. Da Red Bull, deren Fahrerduo aus Vettel und Webber bestand, beide Rennen für sich entschied, schmolz der Punktevorsprung in der Weltmeisterschaft etwas zusammen. Auch beim Rennen in Ungarn, bei dem Button wegen der hohen Temperaturen auf Besserung hoffte, lief es nicht nach Wunsch. Platz sieben hieß das Ergebnis auch beim folgenden Großen Preis von Europa auf dem Stadtkurs von Valencia, das Teamkollege Barrichello gewann und damit die wiedergewonnene Form des Brawn-Teams bestätigte. Beim Großen Preis von Belgien fiel Button nach einer Kollision mit Romain Grosjean zum ersten Mal in dieser Saison aus. Obwohl Buttons Vorsprung in der Fahrerwertung von Rennen zu Rennen schrumpfte, profitierte er davon, dass das Feld in dieser Saison dicht zusammen lag und seine direkten Konkurrenten um den Weltmeistertitel, Vettel, Barrichello und Webber, nur langsam aufholten. Mit einem fünften Platz beim vorletzten Rennen, dem Großen Preis von Brasilien, sicherte er sich schließlich den Weltmeistertitel. Mit 95 Punkten hatte er am Saisonende elf Punkte Vorsprung auf den Vizeweltmeister Vettel.

#### McLaren (2010–2017)

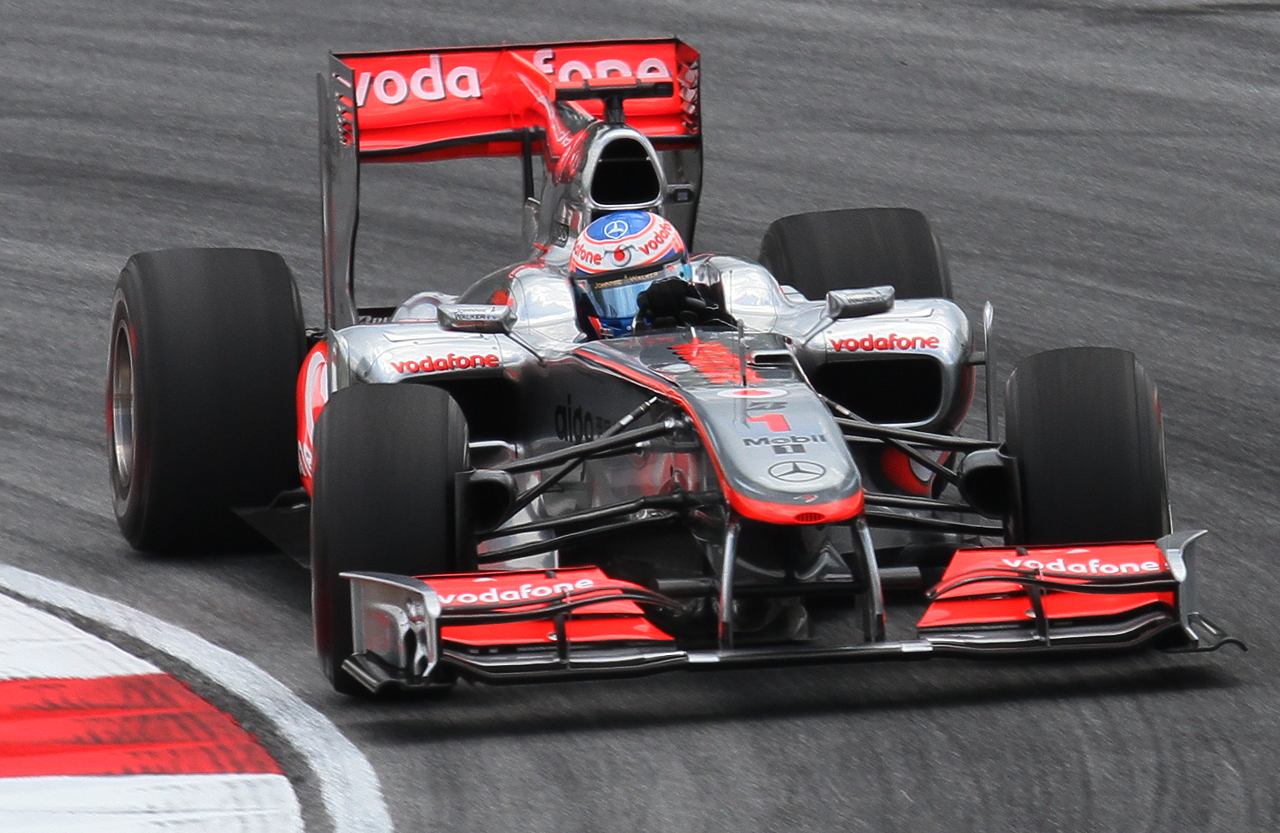
Button im Training zum Großen Preis von Malaysia 2010

Ende 2009 wurde Button von McLaren für die Saison 2010 als Teamkollege von Lewis Hamilton verpflichtet und erhielt einen Vertrag bis Ende 2011. Nachdem er bei seinem Debütrennen für McLaren den siebten Platz belegt hatte, holte Button beim turbulenten Großen Preis von Australien bereits im zweiten Rennen für McLaren den ersten Sieg. Nach einem weiteren Sieg beim Regenrennen in China, das er vor seinem Teamkollegen Hamilton gewann, übernahm er die Führung in der Weltmeisterschaft, die er für ein weiteres Rennen behielt. Im weiteren Verlauf der Saison entschied Button kein weiteres Rennen für sich. Bei den Rennen in der Türkei und in Kanada kam er auf dem zweiten Platz hinter Hamilton ins Ziel und trug so zu zwei weiteren McLaren-Doppelsiegen bei. Beim letzten europäischen Grand Prix in Italien lag Button über die Hälfte des Rennens in Führung. Er unterlag jedoch Ferrari-Pilot Alonso, der mit einem früheren Boxenstopp den ersten Platz übernahm. Button kam auf dem zweiten Platz ins Ziel. Ein Rennen vor Saisonende stand schließlich endgültig fest, dass Button seinen Weltmeistertitel nicht verteidigen konnte. Mit insgesamt sieben Podest-Platzierungen beendete er die Saison eine Position hinter Hamilton auf dem fünften Platz in der Gesamtwertung.

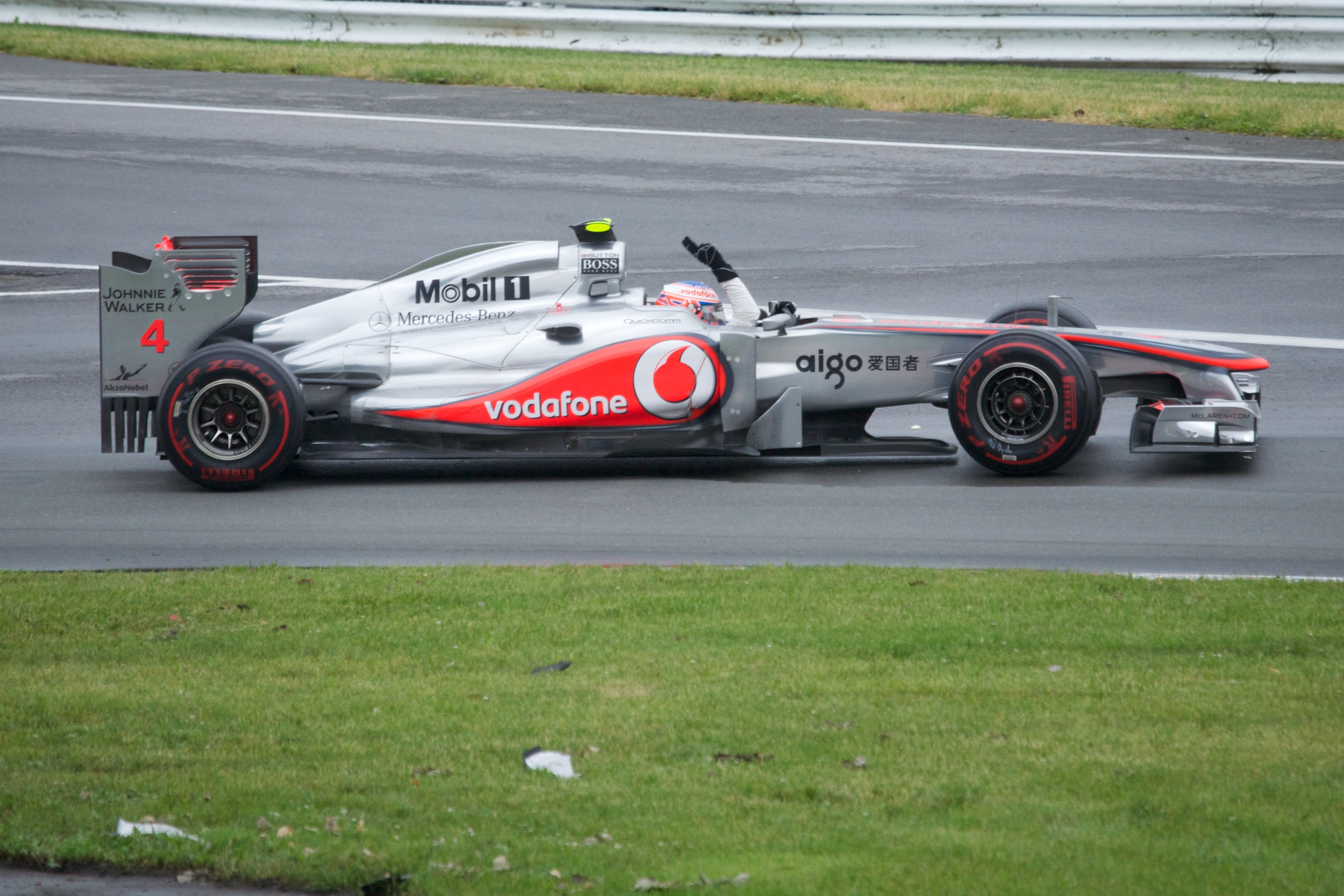
Button nach seinem Sieg beim Großen Preis von Kanada 2011

2011 erzielte Button beim zweiten Rennen, dem Großen Preis von Malaysia als Zweiter seine erste Podest-Platzierung der Saison. Nach zwei weiteren Podest-Platzierungen folgte beim siebten Rennen, dem Großen Preis von Kanada, Buttons erster Saisonsieg. In dem chaotischen Rennen war Button sechs Mal an der Box und zwischenzeitlich ans Ende des Feldes zurückgefallen. Erst in der letzten Runde übernahm er die Führung, nachdem der bis dahin führende Vettel einen Fahrfehler machte. Button wurde dabei zum ersten Fahrer, der mit sechs Boxenstopps gewann, sowie zum ersten Sieger, der in der zweiten Hälfte des Rennens zwischenzeitlich auf dem letzten Platz lag. Bei seinem Heimrennen, dem Großen Preis von Großbritannien, verzeichnete Button nach einem Boxenstopp-Fehler der Mechaniker seinen ersten Ausfall der Saison. Bei seinem 200. Grand Prix, dem Großen Preis von Ungarn, setzte Button sich gegen seine Gegner durch und gewann ein durch wechselnde Wetterbedingungen geprägtes Rennen. In Belgien machte Button von Position 13 startend einige Positionen gut und kam als Dritter ins Ziel. In Italien und Singapur erzielte er mit zweiten Plätzen weitere Podest-Platzierungen, wodurch er sich in der Weltmeisterschaft auf den zweiten Platz verbesserte. Beim Großen Preis von Japan entschied er das dritte Rennen in dieser Saison für sich. Vettel wurde bei diesem Rennen vorzeitig Weltmeister. Bei den letzten Saisonrennen in Abu Dhabi und Brasilien stand Button als Dritter weitere Male auf dem Podium und festigte seine Position in der Weltmeisterschaft. Er beendete die Saison mit 270 Punkten auf dem zweiten Platz hinter Vettel, der 392 Punkte erzielt hatte. Intern setzte er sich mit 43 Punkten Vorsprung gegen Hamilton, der wie Button drei Siege vorzuweisen hatte, durch. Button hat Anfang Oktober 2011 einen Vertrag bis zum Ende der Saison 2014 mit McLaren unterzeichnet.
2012 bestritt Button eine weitere Formel-1-Saison als Teamkollege von Hamilton. Den Saisonauftakt in Australien führte er über weite Strecken an und erzielte den Sieg. Beim Großen Preis von Malaysia wurde Button durch eine Kollision nach hinten durchgereicht und kam außerhalb der Punkteränge auf dem 14. Platz ins Ziel. Ein Rennen später in China erreichte er den zweiten Platz. Durch einen fehlerhaften Boxenstopp besaß er in der Schlussphase keine Siegchancen mehr. Beim vierten Rennen in Bahrain war Button auf Punktekurs, bevor mit einem Reifenschaden zurückfiel und schließlich mit einem technischen Problem ausfiel. Zur Saisonmitte in Deutschland erzielte Button mit einem zweiten Platz eine weitere Podest-Platzierung. Zwei Rennen später in Belgien folgte sein zweiter Saisonsieg von der Pole-Position startend. Es war seine erste Pole-Position für McLaren. Beim letzten Grand Prix in Brasilien entschied Button das Rennen für sich. Am Saisonende belegte er den fünften Gesamtrang. Mit 188 zu 190 Punkten unterlag er knapp Hamilton.

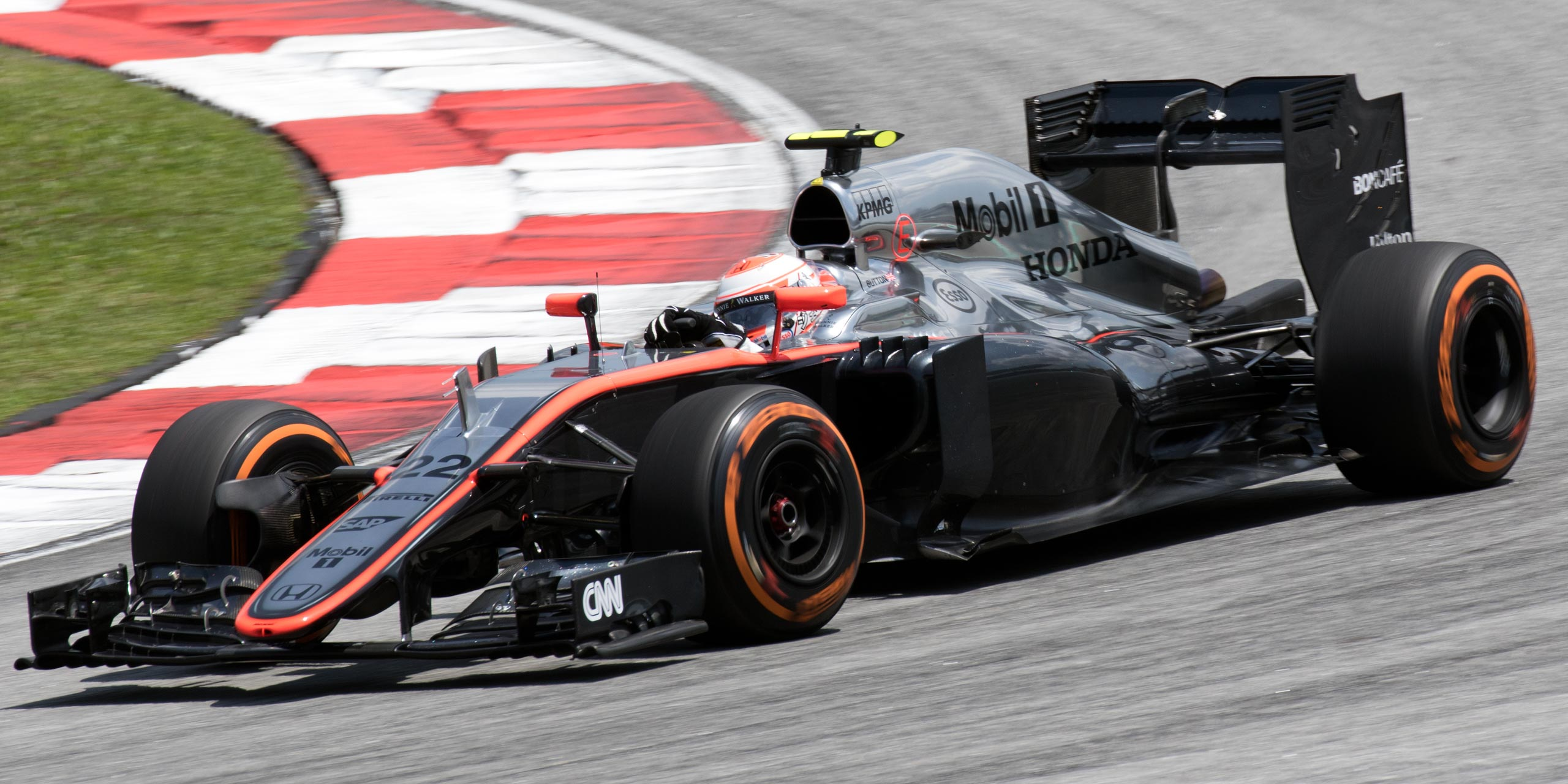
Button im Training zum Großen Preis von Malaysia 2015

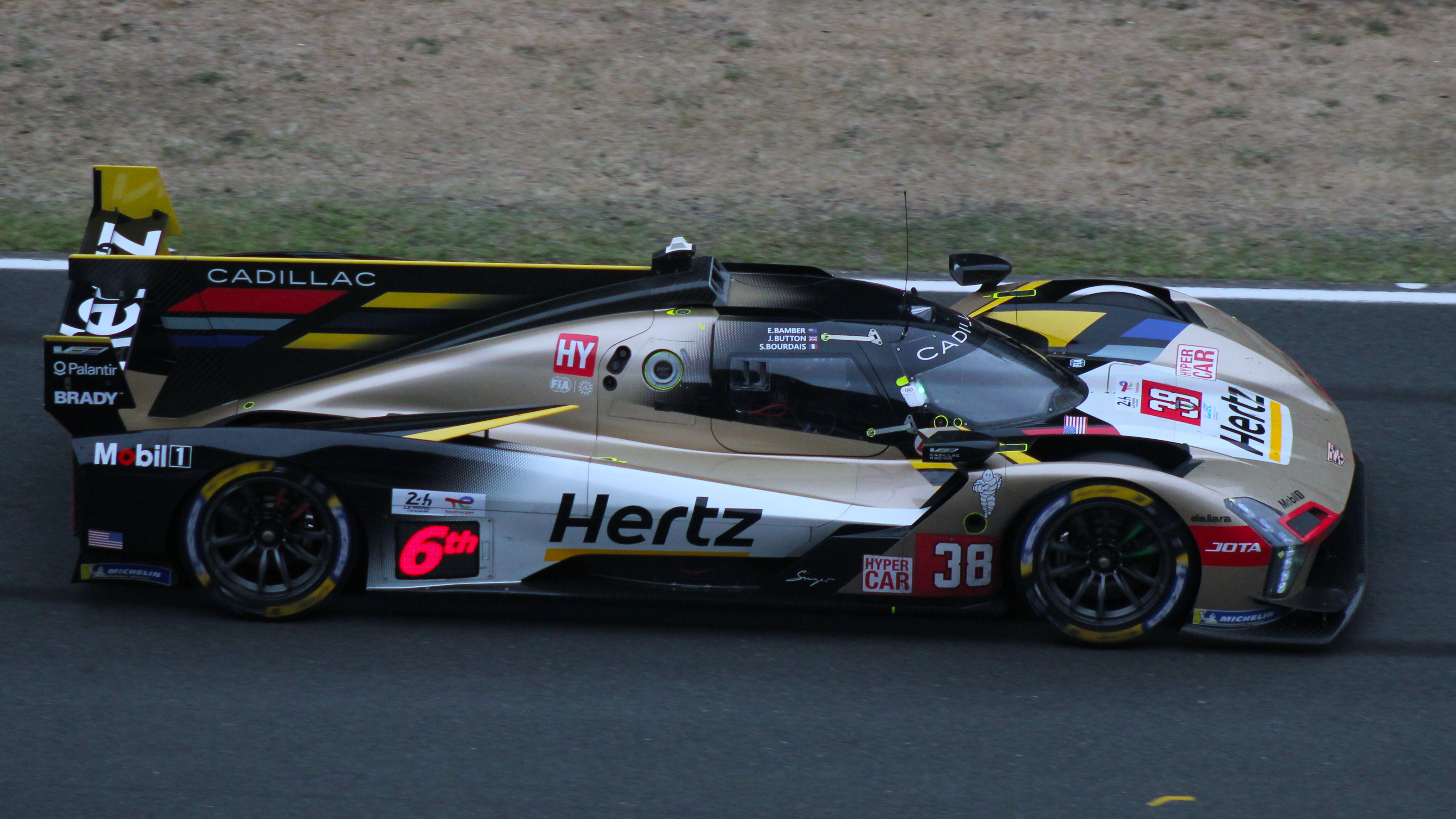
Im Cadillac V-Series.R beim 24-Stunden-Rennen von Le Mans 2025

Zur Saison 2013 erhielt Button mit Sergio Pérez einen neuen Teamkollegen bei McLaren. Beim zweiten Rennen in Malaysia hatte Button aufgrund einer anderen Strategie, die einen Stopp einsparen sollte, gute Chancen auf eine vordere Platzierung. Bei seinem letzten Boxenstopp wurde aber ein Reifen nicht richtig befestigt, sodass er eine Runde zurückfiel. Er gab das Rennen kurz vor Schluss auf. Ein Rennen später in China sparte er abermals einen Stopp ein. Er kam auf dem fünften Platz ins Ziel. Beim letzten Saisonrennen in Brasilien erzielte er mit einem vierten Platz sein bestes Resultat in der Saison. Er wurde mit 73 Punkten Neunter in der Weltmeisterschaft und setzte sich damit gegen Pérez, der 49 Punkte erzielt hatte, durch. Button blieb 2013 zum ersten Mal seit 2008 ohne Sieg und Podest-Platzierung.
2014 bildete Button das McLaren-Fahrerduo zusammen mit dem Neuling Kevin Magnussen. Bei der Einführung der permanenten Startnummern wählte Button die 22. Mit dieser Startnummer gewann Button 2009 die Formel-1-Weltmeisterschaft. Mit einem dritten Platz in Australien startete er in die Saison. Weitere Podest-Platzierungen gelangen Button nicht. Am Saisonende belegte er den achten Gesamtrang. Mit 126 zu 55 Punkten setzte er sich intern gegen Magnussen durch. 2015 erhielt Button mit Fernando Alonso bei McLaren, das von Mercedes- auf Honda-Motoren wechselte, einen neuen Teamkollegen. Mit einem sechsten Platz als bestem Ergebnis wurde er 16. in der Weltmeisterschaft. Das interne Duell entschied er mit 16 zu 11 Punkten gegen Alonso für sich.
Button bestritt auch die Saison 2016 an der Seite von Alonso für McLaren. Beim Großen Preis von Österreich wurde er Sechster. Intern unterlag er Alonso mit 54 zu 21 Punkten und beendete die Saison auf dem 15. Gesamtrang. Im Rahmen des Großen Preises von Italien gab er sein Karriereende als Stammpilot zum Saisonende bekannt.
In der Formel-1-Weltmeisterschaft 2017 war Button Ersatzfahrer bei McLaren. Beim Großen Preis von Monaco vertrat er Alonso, der am selben Tag am Indianapolis 500 teilnahm. Button bekam im Anschluss an das Rennen eine Strafe für einen Zwischenfall auf der Strecke. Da er anschließend kein Rennen der Saison mehr antrat, hat er eine noch nicht verbüßte Rückversetzung in der Startaufstellung um drei Plätze zu befürchten, sollte er erneut in der Formel 1 zum Einsatz kommen.

## Persönliches

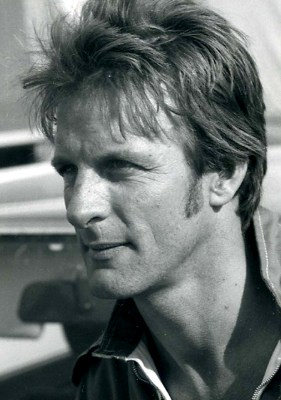
John Button 1978

Jenson Button ist der Sohn des in den 1970er- und frühen 1980er-Jahren in Großbritannien bekannten Rallycross-Fahrers John Button (1943–2014). Button Junior hat drei ältere Schwestern, seine Eltern waren seit 1987 geschieden. Den Vornamen Jenson suchte nach dessen eigener Aussage Vater John aus, nachdem die Mutter, die aus Südafrika stammende Simone Lyons, bereits über die Vornamen der drei gemeinsamen Töchter entschieden hatte. Mutter Simone bestritt dies später und sagt, dass der Name Jenson von ihr stamme. Laut John Button wurde der gebürtige Däne Erling Jensen (Vater von Formel-Ford-1600-Pilot Steven Jensen), ein befreundeter Rallycross-Kollege John Buttons, zum Namenspaten. Allerdings wurde Jensen in Jenson abgeändert, damit keine Assoziationen zur Automarke Jensen Motors aufkommen sollten. Aus Jenson machten die Freunde des Sohnes später den Spitznamen „Jense“. Nach der Scheidung seiner leiblichen Eltern wuchs Jenson für mehr als zehn Jahre bei seiner Stiefmutter Pippa Kerr auf, die sein Vater 1994 geheiratet hatte und von der er sich wieder scheiden ließ, als sein Sohn 19 Jahre alt war. Anfang 2014 starb John Button an seinem Wohnort in Südfrankreich unter nicht völlig aufgeklärten Umständen, wie Jenson Button in seiner Autobiografie Life To The Limit beschreibt.
Am Anfang seiner Formel-1-Karriere war Button mit der Sängerin Louise Griffiths zusammen. Das Paar trennte sich nach einer fünfjährigen Beziehung im Mai 2005. Anschließend war Button zwischen 2006 und 2008 mit dem Model Florence Brudenell-Bruce liiert. Seit 2009 war Button mit dem japanischen Model Jessica Michibata liiert. Sie hatten im Dezember 2014 geheiratet und trennten sich Ende 2015. Seit 2018 ist Button mit dem US-amerikanischen Model Brittny Ward verlobt, am 25. Juli 2019 bekam Button mit ihr sein erstes Kind.
Jenson Button war auch als Triathlet aktiv und trainierte damit seine Ausdauer: So beendete er 2010 in London das Rennen über die olympische Distanz (1,5 km Schwimmen, 40 km Radfahren und 10 km Laufen) in 2:14:15 Stunden.

## Statistik

### Karrierestationen
- 1998: Britische Formel Ford (Meister)
- 1999: Europäische Formel Ford (Platz 2)
- 1999: Britische Formel 3 (Platz 3)
- 2000: Formel 1 (Platz 8)
- 2001: Formel 1 (Platz 17)
- 2002: Formel 1 (Platz 7)
- 2003: Formel 1 (Platz 9)
- 2004: Formel 1 (Platz 3)
- 2005: Formel 1 (Platz 9)
- 2006: Formel 1 (Platz 6)
- 2007: Formel 1 (Platz 15)
- 2008: Formel 1 (Platz 18)
- 2009: Formel 1 (Weltmeister)
- 2010: Formel 1 (Platz 5)
- 2011: Formel 1 (Platz 2)
- 2012: Formel 1 (Platz 5)
- 2013: Formel 1 (Platz 9)
- 2014: Formel 1 (Platz 8)
- 2015: Formel 1 (Platz 16)
- 2016: Formel 1 (Platz 15)
- 2017: Formel 1 (Testfahrer)
- 2018: Super GT (GT500) (Meister)
- 2019: Super GT (GT500)
- 2019: DTM
- 2020: British GT Championship
- 2023: NASCAR Cup Series (Platz 35)
- 2023: IMSA WeatherTech SportsCar Championship (Platz 23)

### Statistik in der Formel-1-Weltmeisterschaft
Diese Statistik umfasst alle Teilnahmen des Fahrers an der Formel-1-Weltmeisterschaft.

#### Grand-Prix-Siege
| - 2006: Ungarn (Mogyoród) - 2009: Australien (Melbourne) - 2009: Malaysia (Sepang) - 2009: Bahrain (Bahrain) - 2009: Spanien (Barcelona) | - 2009: Monaco (Monte Carlo) - 2009: Türkei (Istanbul) - 2010: Australien (Melbourne) - 2010: China (Shanghai) - 2011: Kanada (Montreal) | - 2011: Ungarn (Mogyoród) - 2011: Japan (Suzuka) - 2012: Australien (Melbourne) - 2012: Belgien (Spa-Francorchamps) - 2012: Brasilien (Interlagos) |

#### Gesamtübersicht
Stand: Saisonende 2017
| Saison | Team                        | Chassis        | Motor                 | Rennen | Siege | Zweiter | Dritter | Poles | schn. Rennrunden | Punkte | WM-Pos. |
| ------ | --------------------------- | -------------- | --------------------- | ------ | ----- | ------- | ------- | ----- | ---------------- | ------ | ------- |
| 2000   | BMW WilliamsF1 Team         | Williams FW22  | BMW 3.0 V10           | 17     | −     | −       | −       | −     | −                | 12     | 8.      |
| 2001   | Mild Seven Benetton Renault | Benetton B201  | Renault 3.0 V10       | 17     | −     | −       | −       | −     | −                | 2      | 17.     |
| 2002   | Mild Seven Renault F1 Team  | Renault R202   | Renault 3.0 V10       | 17     | −     | −       | −       | −     | −                | 14     | 7.      |
| 2003   | Lucky Strike BAR Honda      | BAR 005        | Honda 3.0 V10         | 15     | −     | −       | −       | −     | −                | 17     | 9.      |
| 2004   | Lucky Strike BAR Honda      | BAR 006        | Honda 3.0 V10         | 18     | −     | 4       | 6       | 1     | −                | 85     | 3.      |
| 2005   | Lucky Strike BAR Honda      | BAR 007        | Honda 3.0 V10         | 16     | −     | −       | 2       | 1     | −                | 37     | 9.      |
| 2006   | Honda Racing F1 Team        | Honda RA106    | Honda 2.4 V8          | 18     | 1     | −       | 2       | 1     | −                | 56     | 6.      |
| 2007   | Honda Racing F1 Team        | Honda RA107    | Honda 2.4 V8          | 17     | −     | −       | −       | −     | −                | 6      | 15.     |
| 2008   | Honda Racing F1 Team        | Honda RA108    | Honda 2.4 V8          | 18     | −     | −       | −       | −     | −                | 3      | 18.     |
| 2009   | Brawn GP Formula One Team   | Brawn BGP 001  | Mercedes 2.4 V8       | 17     | 6     | 1       | 2       | 4     | 2                | 95     | 1.      |
| 2010   | Vodafone McLaren Mercedes   | McLaren MP4-25 | Mercedes 2.4 V8       | 19     | 2     | 3       | 2       | −     | 1                | 214    | 5.      |
| 2011   | Vodafone McLaren Mercedes   | McLaren MP4-26 | Mercedes 2.4 V8       | 19     | 3     | 4       | 5       | –     | 3                | 270    | 2.      |
| 2012   | Vodafone McLaren Mercedes   | McLaren MP4-27 | Mercedes 2.4 V8       | 20     | 3     | 3       | –       | 1     | 2                | 188    | 5.      |
| 2013   | Vodafone McLaren Mercedes   | McLaren MP4-28 | Mercedes 2.4 V8       | 19     | −     | −       | −       | −     | −                | 73     | 9.      |
| 2014   | McLaren Mercedes            | McLaren MP4-29 | Mercedes 1.6 V6 Turbo | 19     | −     | −       | 1       | −     | −                | 126    | 8.      |
| 2015   | McLaren Honda               | McLaren MP4-30 | Honda 1.6 V6 Turbo    | 18     | −     | −       | −       | −     | −                | 16     | 16.     |
| 2016   | McLaren Honda               | McLaren MP4-31 | Honda 1.6 V6 Turbo    | 21     | −     | −       | −       | −     | −                | 21     | 15.     |
| 2017   | McLaren Honda               | McLaren MCL32  | Honda 1.6 V6 Turbo    | 1      | −     | −       | −       | −     | −                | 0      | –       |
| Gesamt | Gesamt                      | Gesamt         | Gesamt                | 306    | 15    | 15      | 20      | 8     | 8                | 1235   |         |

#### Einzelergebnisse
| Saison | 1   | 2   | 3   | 4   | 5   | 6   | 7   | 8   | 9   | 10  | 11  | 12  | 13  | 14  | 15  | 16  | 17  | 18 | 19 | 20  | 21 | 22 | 23 | 24 |
| ------ | --- | --- | --- | --- | --- | --- | --- | --- | --- | --- | --- | --- | --- | --- | --- | --- | --- | -- | -- | --- | -- | -- | -- | -- |
| 2000   |     |     |     |     |     |     |     |     |     |     |     |     |     |     |     |     |     |    |    |     |    |    |    |    |
| DNF    | 6   | DNF | 5   | 17* | 10* | DNF | 11  | 8   | 5   | 4   | 9   | 5   | DNF | DNF | 5   | DNF |     |    |    |     |    |    |    |    |
| 2001   |     |     |     |     |     |     |     |     |     |     |     |     |     |     |     |     |     |    |    |     |    |    |    |    |
| 14*    | 11  | 10  | 12  | 15  | DNF | 7   | DNF | 13  | 16* | 15  | 5   | DNF | DNF | DNF | 9   | 7   |     |    |    |     |    |    |    |    |
| 2002   |     |     |     |     |     |     |     |     |     |     |     |     |     |     |     |     |     |    |    |     |    |    |    |    |
| DNF    | 4   | 4   | 5   | 12* | 7   | DNF | 15* | 5   | 12* | 6   | DNF | DNF | DNF | 5   | 8   | 6   |     |    |    |     |    |    |    |    |
| 2003   |     |     |     |     |     |     |     |     |     |     |     |     |     |     |     |     |     |    |    |     |    |    |    |    |
| 10     | 7   | DNF | 8   | 9   | 4   | DNS | DNF | 7   | DNF | 8   | 8   | 10  | DNF | DNF | 4   |     |     |    |    |     |    |    |    |    |
| 2004   |     |     |     |     |     |     |     |     |     |     |     |     |     |     |     |     |     |    |    |     |    |    |    |    |
| 6      | 3   | 3   | 2   | 8   | 2   | 3   | 3   | DNF | 5   | 4   | 2   | 5   | DNF | 3   | 2   | 3   | DNF |    |    |     |    |    |    |    |
| 2005   |     |     |     |     |     |     |     |     |     |     |     |     |     |     |     |     |     |    |    |     |    |    |    |    |
| 11*    | DNF | DNF | DSQ | EX  | EX  | 10  | DNF | DNS | 4   | 5   | 3   | 5   | 5   | 8   | 3   | 7   | 5   | 8  |    |     |    |    |    |    |
| 2006   |     |     |     |     |     |     |     |     |     |     |     |     |     |     |     |     |     |    |    |     |    |    |    |    |
| 4      | 3   | 10* | 7   | DNF | 6   | 11  | DNF | 9   | DNF | DNF | 4   | 1   | 4   | 5   | 4   | 4   | 3   |    |    |     |    |    |    |    |
| 2007   |     |     |     |     |     |     |     |     |     |     |     |     |     |     |     |     |     |    |    |     |    |    |    |    |
| 15     | 12  | DNF | 12  | 11  | DNF | 12  | 8   | 10  | DNF | DNF | 13  | 8   | DNF | 11* | 5   | DNF |     |    |    |     |    |    |    |    |
| 2008   |     |     |     |     |     |     |     |     |     |     |     |     |     |     |     |     |     |    |    |     |    |    |    |    |
| DNF    | 10  | DNF | 6   | 11  | 11  | 11  | DNF | DNF | 17  | 12  | 13  | 15  | 15  | 9   | 14  | 16  | 13  |    |    |     |    |    |    |    |
| 2009   |     |     |     |     |     |     |     |     |     |     |     |     |     |     |     |     |     |    |    |     |    |    |    |    |
| 1      | 1   | 3   | 1   | 1   | 1   | 1   | 6   | 5   | 7   | 7   | DNF | 2   | 5   | 8   | 5   | 3   |     |    |    |     |    |    |    |    |
| 2010   |     |     |     |     |     |     |     |     |     |     |     |     |     |     |     |     |     |    |    |     |    |    |    |    |
| 7      | 1   | 8   | 1   | 5   | DNF | 2   | 2   | 3   | 4   | 5   | 8   | DNF | 2   | 4   | 4   | 12  | 5   | 3  |    |     |    |    |    |    |
| 2011   |     |     |     |     |     |     |     |     |     |     |     |     |     |     |     |     |     |    |    |     |    |    |    |    |
| 6      | 2   | 4   | 6   | 3   | 3   | 1   | 6   | DNF | DNF | 1   | 3   | 2   | 2   | 1   | 4   | 2   | 3   | 3  |    |     |    |    |    |    |
| 2012   |     |     |     |     |     |     |     |     |     |     |     |     |     |     |     |     |     |    |    |     |    |    |    |    |
| 1      | 14  | 2   | 18* | 9   | 16* | 16  | 8   | 10  | 2   | 6   | 1   | DNF | 2   | 4   | DNF | 5   | 4   | 5  | 1  |     |    |    |    |    |
| 2013   |     |     |     |     |     |     |     |     |     |     |     |     |     |     |     |     |     |    |    |     |    |    |    |    |
| 9      | 17* | 5   | 10  | 8   | 6   | 12  | 13  | 6   | 7   | 6   | 10  | 7   | 8   | 9   | 14  | 12  | 10  | 4  |    |     |    |    |    |    |
| 2014   |     |     |     |     |     |     |     |     |     |     |     |     |     |     |     |     |     |    |    |     |    |    |    |    |
| 3      | 6   | 17* | 11  | 11  | 6   | 4   | 11  | 4   | 8   | 10  | 6   | 8   | DNF | 5   | 4   | 12  | 4   | 5  |    |     |    |    |    |    |
| 2015   |     |     |     |     |     |     |     |     |     |     |     |     |     |     |     |     |     |    |    |     |    |    |    |    |
| 11     | DNF | 14  | DNS | 16  | 8   | DNF | DNF | DNF | 9   | 14  | 14  | DNF | 16  | 9   | 6   | 14  | 14  | 12 |    |     |    |    |    |    |
| 2016   |     |     |     |     |     |     |     |     |     |     |     |     |     |     |     |     |     |    |    |     |    |    |    |    |
| 14     | DNF | 13  | 10  | 9   | 9   | DNF | 11  | 6   | 12  | DNF | 8   | DNF | 12  | DNF | 9   | 18  | 9   | 12 | 16 | DNF |    |    |    |    |
| 2017   |     |     |     |     |     |     |     |     |     |     |     |     |     |     |     |     |     |    |    |     |    |    |    |    |
|        |     |     |     |     | DNF |     |     |     |     |     |     |     |     |     |     |     |     |    |    |     |    |    |    |    |

| Legende  | Legende            | Legende                                                          |
| Farbe    | Abkürzung          | Bedeutung                                                        |
| -------- | ------------------ | ---------------------------------------------------------------- |
| Gold     | –                  | Sieg                                                             |
| Silber   | –                  | 2. Platz                                                         |
| Bronze   | –                  | 3. Platz                                                         |
| Grün     | –                  | Platzierung in den Punkten                                       |
| Blau     | –                  | Klassifiziert außerhalb der Punkteränge                          |
| Violett  | DNF                | Rennen nicht beendet (did not finish)                            |
| Violett  | NC                 | nicht klassifiziert (not classified)                             |
| Rot      | DNQ                | nicht qualifiziert (did not qualify)                             |
| Rot      | DNPQ               | in Vorqualifikation gescheitert (did not pre-qualify)            |
| Schwarz  | DSQ                | disqualifiziert (disqualified)                                   |
| Weiß     | DNS                | nicht am Start (did not start)                                   |
| Weiß     | WD                 | zurückgezogen (withdrawn)                                        |
| Hellblau | PO                 | nur am Training teilgenommen (practiced only)                    |
| Hellblau | TD                 | Freitags-Testfahrer (test driver)                                |
| ohne     | DNP                | nicht am Training teilgenommen (did not practice)                |
| ohne     | INJ                | verletzt oder krank (injured)                                    |
| ohne     | EX                 | ausgeschlossen (excluded)                                        |
| ohne     | DNA                | nicht erschienen (did not arrive)                                |
| ohne     | C                  | Rennen abgesagt (cancelled)                                      |
| ohne     | keine WM-Teilnahme |                                                                  |
| sonstige | P/fett             | Pole-Position                                                    |
| sonstige | 1/2/3/4/5/6/7/8    | Punktplatzierung im Sprint-/Qualifikationsrennen                 |
| sonstige | SR/kursiv          | Schnellste Rennrunde                                             |
| sonstige | *                  | nicht im Ziel, aufgrund der zurückgelegten Distanz aber gewertet |
| sonstige | ()                 | Streichresultate                                                 |
| sonstige | unterstrichen      | Führender in der Gesamtwertung                                   |

### Le-Mans-Ergebnisse
| Jahr | Team                     | Fahrzeug             | Teamkollege       | Teamkollege        | Platzierung | Ausfallgrund |
| ---- | ------------------------ | -------------------- | ----------------- | ------------------ | ----------- | ------------ |
| 2018 | SMP Racing               | BR Engineering BR1   | Michail Aljoschin | Witali Petrow      | Ausfall     | Motorschaden |
| 2023 | Hendrick Motorsports     | Chevrolet Camaro ZL1 | Jimmie Johnson    | Mike Rockenfeller  | Rang 39     |              |
| 2024 | Hertz Team Jota          | Porsche 963          | Oliver Rasmussen  | Philip Hanson      | Rang 9      |              |
| 2025 | Cadillac Hertz Team Jota | Cadillac V-Series.R  | Earl Bamber       | Sébastien Bourdais | Rang 7      |              |

### Einzelergebnisse in der FIA-Langstrecken-Weltmeisterschaft
| Saison  | Team                 | Rennwagen            | 1   | 2   | 3   | 4   | 5   | 6   | 7   | 8   |
| ------- | -------------------- | -------------------- | --- | --- | --- | --- | --- | --- | --- | --- |
| 2018/19 | SMP Racing           | BR Engineering BR1   | SPA | LEM | SIL | FUJ | SHA | SEB | SPA | LEM |
| 2018/19 | SMP Racing           | BR Engineering BR1   |     | DNF | DNF | 4   | 3   |     |     |     |
| 2023    | Hendrick Motorsports | Chevrolet Camaro ZL1 | SEB | POR | SPA | LEM | MON | FUJ | BAH |     |
| 2023    | Hendrick Motorsports | Chevrolet Camaro ZL1 | 39  |     |     |     |     |     |     |     |
| 2024    | Jota                 | Porsche 963          | KAT | IMO | SPA | LEM | SAO | AUS | FUJ | BAH |
| 2024    | Jota                 | Porsche 963          | DNF | 11  | DNF | 9   | 7   | 10  | 6   | 7   |
| 2025    | Cadillac Jota        | Cadillac V-Series.R  | KAT | IMO | SPA | LEM | SAO | AUS | FUJ | BAH |
| 2025    | Cadillac Jota        | Cadillac V-Series.R  | 16  | 16  | 6   | 7   | 2   |     |     |     |